# 15 de abril
El 15 de abril es el 105.º (centésimo quinto) día del año en el calendario gregoriano y el 106.º en los años bisiestos. Quedan 260 días para finalizar el año.

## Acontecimientos
- 769: el Concilio de Roma ―ordenado por el papa Esteban III― condena el Concilio de Hieria y anatematiza sus sentencias iconoclastas (que abogaban por la destrucción de estatuas sagradas, por haber sido estas prohibidas en la Biblia).
- 1354: en Cuéllar (España) se casan Pedro I de Castilla y Juana de Castro.
- 1408: en España, Yusuf III, rey de Granada, firma una tregua con los cristianos.
- 1450: en la batalla de Formigny, el ejército de Francia aniquila al ejército de Inglaterra, terminando con el dominio británico del norte de Francia. Termina la guerra de los Cien Años.
- 1493: en Sevilla, Cristóbal Colón arriba tras el primer cruce del océano Atlántico; es recibido triunfalmente.
- 1581: en Portugal, Felipe II se convierte en rey de Portugal, al reconocerlo como tal las Cortes de Tomar.
- 1632: en la batalla de Rain ―en el marco de la Guerra de los Treinta Años―, el ejército sueco de Gustavo II Adolfo derrota al ejército del Sacro Imperio Romano Germánico.
- 1642: en Kilrush ―a 66 km al suroeste de la ciudad de Dublín (Irlanda)―, en el marco de las guerras confederadas irlandesas, un ejército realista británico derrota a una milicia confederada irlandesa (que intentaba detenerlos) en la batalla de Kilrush.
- 1715: en la provincia británica de Carolina del Sur la masacre de Pocotaligo, que origina la guerra Yamasee.
- 1717: en España se crea la Real Academia de Caballeros Guardias Marinas, antecesora de la Escuela Naval Militar española.
- 1736: en la isla de Córcega (perteneciente al reino de Génova), los isleños coronan rey al aventurero y estafador alemán Theodor von Neuhoff (1694-1756). Será expulsado en noviembre.
- 1738: en Londres se estrena la ópera Serse de Georg Friedrich Händel.
- 1755: en Londres se publica el influyente diccionario inglés A Dictionary of the English Language, de Samuel Johnson.
- 1783: se ratifican los artículos preliminares que pondrán fin a la Revolución estadounidense.
- 1814: las Cortes de Cádiz aprueban el reglamento provisional de la Milicia Nacional.
- 1815: en la Puerta del Sol de Madrid, un incendio destruye una manzana de casas (16 viviendas).
- 1817: en la Republiqueta de Tarija (Provincias Unidas del Río de la Plata, actual Argentina), se libra el combate en el Campo de La Tablada que fue parte de la batalla de Tarija, donde la victoria se llevarían los patriotas comandados por Gregorio Aráoz de Lamadrid contra los realistas, por la tarde se exigió la rendición de los  realistas altoperuano, estos aceptaron y concluiría la batalla de Tarija.
- 1817: en la ciudad de Hartford (estado de Connecticut), Thomas Hopkins Gallaudet y Laurent Clerc fundan el Asilo de Connecticut para la Educación e Instrucción de Sordomudos (actual Escuela Estadounidense para Sordos), la primera escuela estadounidense para alumnos sordos.
- 1829: en Londres (Inglaterra), se presenta ante la Cámara el proyecto de creación de la policía Scotland Yard.
- 1848: en España y sus colonias, el ministro de Hacienda Bertrán de Lis ―miembro del ministerio Narváez― instaura el sistema monetario decimal. Desaparecerá el maravedí como moneda, siendo sustituida por la décima de real.
- 1856: en Panamá ocurre el Incidente de la tajada de sandía, que dará lugar a la primera intervención estadounidense.
- 1861: en Estados Unidos, el presidente Abraham Lincoln convoca a 75 000 voluntarios para sofocar la insurrección que pronto se convertiría en la guerra civil estadounidense (1861-1865).
- 1865: en los Estados Unidos muere el presidente Abraham Lincoln tras haber sido disparado la noche anterior por John Wilkes Booth. Andrew Johnson se convierte en el 17.º presidente de los Estados Unidos.
- 1874: en el 35 del boulevar des Capucines (de París) se inaugura la primera exposición impresionista.
- 1879: en Hornos de Cal (en la provincia cubana de Sancti Spíritus) se produce la Protesta del Jarao contra el Pacto del Zanjón, guiada por el general Ramón Leocadio Bonachea.
- 1892: en los Estados Unidos se funda la empresa General Electric.
- 1895: en Cuba, José Martí es ascendido al grado de mayor general.
- 1896: en Atenas finalizan los primeros Juegos Olímpicos de la era moderna, que comenzaron el 6 de abril.
- 1900: en Creta, Arthur Evans anuncia otros relevantes hallazgos arqueológicos en el palacio de Cnosos.
- 1907: en la ciudad de Santa Fe (Argentina), se funda el club atlético Unión de Santa Fe.
- 1912: en el norte del océano Atlántico, a las 2:20 horas de la madrugada, termina de hundirse por completo en su viaje inaugural el RMS Titanic ―el barco más grande y lujoso del mundo en su momento― tras chocar contra un iceberg. Se pierden 1517 vidas.
- 1915: en el Teatro Lara, en Madrid, se estrena, por primera vez, El amor brujo, de Manuel de Falla.
- 1918: en España se introdujo por primera vez el horario de verano.
- 1920: en España se funda del Partido Comunista Español, que al año siguiente se unirá al Partido Comunista Obrero Español para fundar el Partido Comunista de España.
- 1920: en los Estados Unidos se comete el atraco, con la muerte de dos guardias, por el que se juzgará a los anarquistas Sacco y Vanzetti.
- 1924: en España, el derechista Miguel Primo de Rivera funda el partido Unión Patriótica.
- 1931: Alfonso XIII zarpa desde Cartagena camino al exilio con destino Marsella, a bordo del crucero ligero Príncipe Alfonso,[1] desviándose primero hasta Gibraltar donde se recogió al infante Juan de Borbón.[2]
- 1938: en el transcurso de la guerra civil española (1936-1939), las tropas franquistas, comandadas por Camilo Alonso Vega, ocupan Vinaroz, dividiendo en dos partes la España republicana y consiguiendo aislar a Cataluña.
- 1945: A finales de la Segunda Guerra Mundial, la ciudad alemana de Wismar es bombardeada por la RAF. La ciudad tuvo 11 ataques aéreos a lo largo del conflicto.[3]
- 1947: Jack Roosevelt Robinson es el primer beisbolista afrodescendiente en ingresar a las Ligas Mayores de Béisbol.
- 1951: se consigue la máxima goleada en un derbi ciudadano en el Campeonato Nacional de Liga de Fútbol. El resultado fue RCD Español 6-FC Barcelona 0
- 1952: en el área 7 del sitio de pruebas nucleares de Nevada, Estados Unidos detona la bomba atómica Baker (de 1 kilotón), dejándola caer desde un avión.
- 1953: en Buenos Aires (Argentina), opositores al Gobierno constitucional de Juan Domingo Perón hacen estallar varias bombas en medio de una inmensa manifestación de peronistas (atentado terrorista en Plaza de Mayo), dejan 90 heridos y 5 muertos.[4] En venganza, una multitud incendia varios locales de opositores.

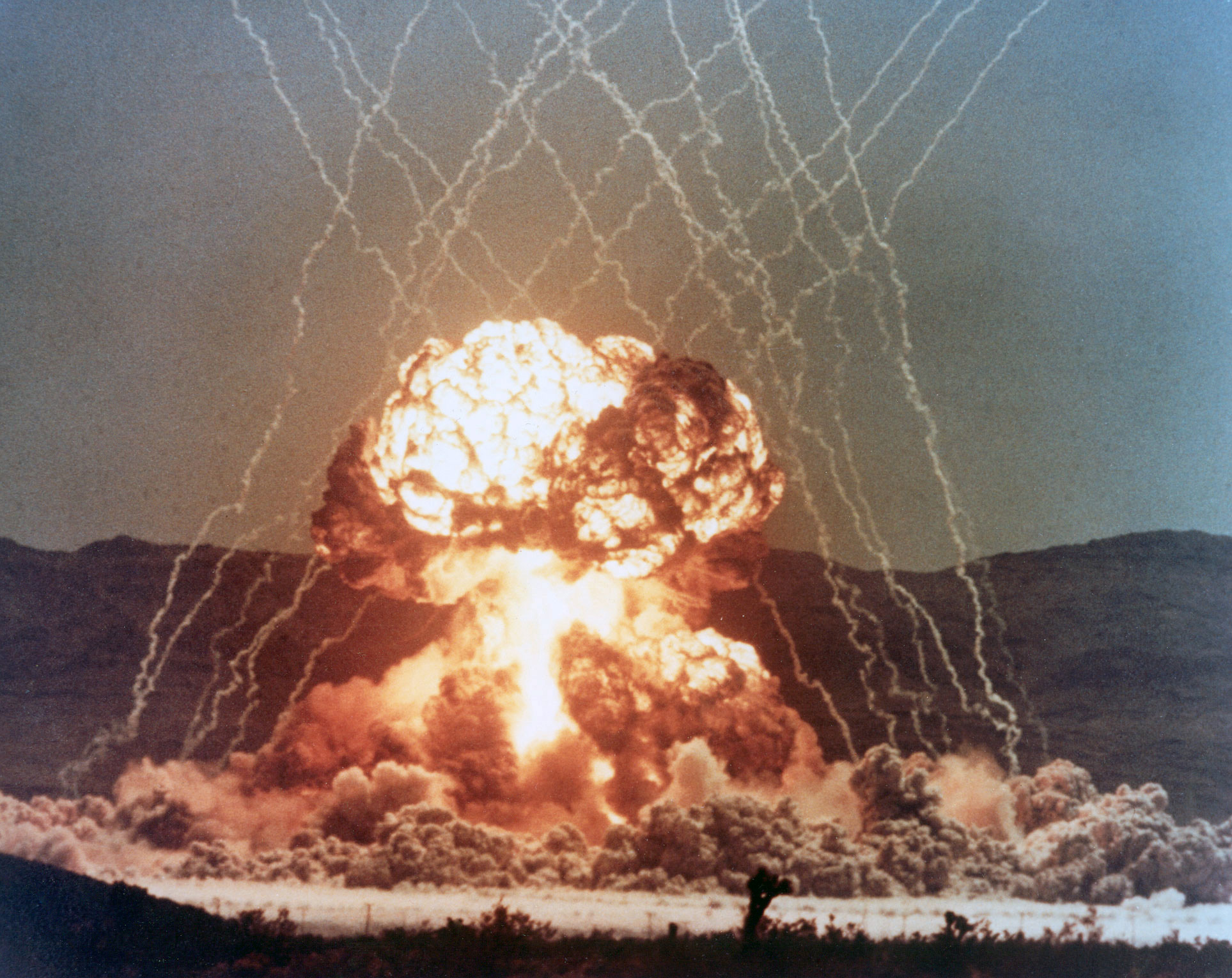
Explosión de la bomba atómica Met (1955).

- 1955: en el Sitio de pruebas de Nevada, Estados Unidos detona su bomba atómica Met, de 22 kilotones, la n.º 63 de las 1127 que ese país detonó entre 1945 y 1992.
- 1955: en la ciudad de Des Plaines (estado de Illinois), se inaugura el primer restaurante McDonald’s.
- 1957 En Mérida Yucatán México Muere trágicamente en un accidente de avión el cantante y actor mexicano Pedro Infante
- 1958: en Cuba, en el marco de la Revolución cubana, Camilo Cienfuegos es ascendido al grado de comandante.
- 1959: desde el aeropuerto José Martí (La Habana), Fidel Castro parte hacia Estados Unidos en visita protocolar.
- 1959: en La Habana, cuatro antiguos miembros del Ejército del dictador Fulgencio Batista, secuestran un C-46 de Aerovías Q con 3 tripulantes y 19 pasajeros y se fugan a Miami. El Gobierno estadounidense les brinda asilo político, y devuelve el avión a Cuba.
- 1961: el presidente estadounidense John F. Kennedy hace bombardear varios aeródromos cubanos, con la pretensión de destruir su fuerza aérea en preparación de la invasión de Playa Girón (dos días después).
- 1964: en un pozo a 149 metros bajo tierra, en el área U3bo del Sitio de pruebas atómicas de Nevada (a unos 100 km al noroeste de la ciudad de Las Vegas), a las 8:30 (hora local) Estados Unidos detona su bomba atómica Sturgeon, de 2 kilotones. Es la bomba n.º 365 de las 1132 que Estados Unidos detonó entre 1945 y 1992.
- 1967: se completa el armamento de la guerrilla boliviana asignándole Ernesto Che Guevara la ametralladora 30 a Marcos en la retaguardia, y como ayudantes, los hombres de la resaca.
- 1976: en España se inicia el XXX Congreso de la UGT, el primero celebrado tras la Guerra Civil.
- 1979: en Cutral Co (Argentina) se funda el Club Social y Deportivo Alianza.
- 1980: en España, Pilar Miró es juzgada por la jurisdicción militar, al reconocerse autora de la película El crimen de Cuenca.
- 1982: Canadá aprueba una nueva constitución con la que obtiene la total independencia de Gran Bretaña.
- 1985: en Estados Unidos, Katrina and the Waves publican su sencillo Walking on the sunshine. La canción se volverá muy popular en los anuncios publicitarios, y los anunciantes solerán pagar 150 000 a 200 000 dólares al año para utilizar la canción.
- 1986: en Libia, Estados Unidos realiza la Operación El Dorado Canyon (un conjunto de ataques aéreos contra el país africano).
- 1987: en Indonesia, en la aldea de Banjarsari, Regencia de Banyuwangi, ocurre la llamada Masacre de Banjarsari, cuando un granjero de 42 años llamado Wirjo mató a 20 personas e hirió a otras 12.
- 1989: en Pekín (República Popular China) se inicia la revuelta de la plaza de Tiananmen tras la muerte de Hu Yaobang.
- 1989: en el estadio de fútbol de Sheffield (Inglaterra), más de 2000 hinchas disparan una estampida seis minutos después del partido entre los equipos de Liverpool y Nottingham, en la semifinal de la Copa británica. Mueren 96 personas.
- 1994: en Marruecos, los representantes de 124 países y la Comunidad Europea firman los Acuerdos de Marrakech, que revisan el GATT y preceden a la Organización Mundial de Comercio. (Entrarían en vigor el 1 de enero de 1995).
- 1997: en un campamento de peregrinos musulmanes en La Meca (Arabia) explota una bombona de gas para cocinar. El incendio generado deja un saldo de 343 peregrinos muertos y alrededor de 2000 heridos.
- 1999: en Estados Unidos se lanza el satélite de observación terrestre Landsat 7.
- 2003: el dominicano Sammy Sosa se convierte en el primer beisbolista latinoamericano en llegar a los 500 home runs.
- 2005: en Quito (Ecuador) el presidente Lucio Gutiérrez decreta el estado de emergencia.
- 2005: en la base aérea de Vanderberg (California) despega la sonda espacial DART (Demostración de Tecnología para el Encuentro Autónomo) que se acoplará con un satélite militar mediante un nuevo sistema de guía computarizada.
- 2011: en la XVII Asamblea General y Congreso de la AIAP celebrados en Guadalajara (México) se declara el Día Mundial del Arte.
- 2012: en la ciudad de Cartagena de Indias (Colombia) finaliza sin éxito la VI Cumbre de las Américas.
- 2013: en Boston (Estados Unidos) explotan dos bombas durante una maratón, con un resultado de 3 muertos y 183 heridos.
- 2013: en Venezuela, se inician protestas en contra de la elección de Nicolás Maduro.
- 2014: eclipse lunar, el primero de una tétrada lunar («luna de sangre»), es decir, una serie de cuatro eclipses totales consecutivos que ocurren en intervalos de seis meses.
- 2016: en Uruguay, un tornado EF3 (en la escala Fujita-Pearson) azota a la ciudad de Ciudad de Dolores (Tornado de Dolores de 2016), dejando un saldo de 7 personas fallecidas, 12 desaparecidos, 200 heridos y la ciudad devastada.
- 2017: en Verbania (Italia) fallece Emma Morano, la última persona en morir nacida en el siglo XIX.

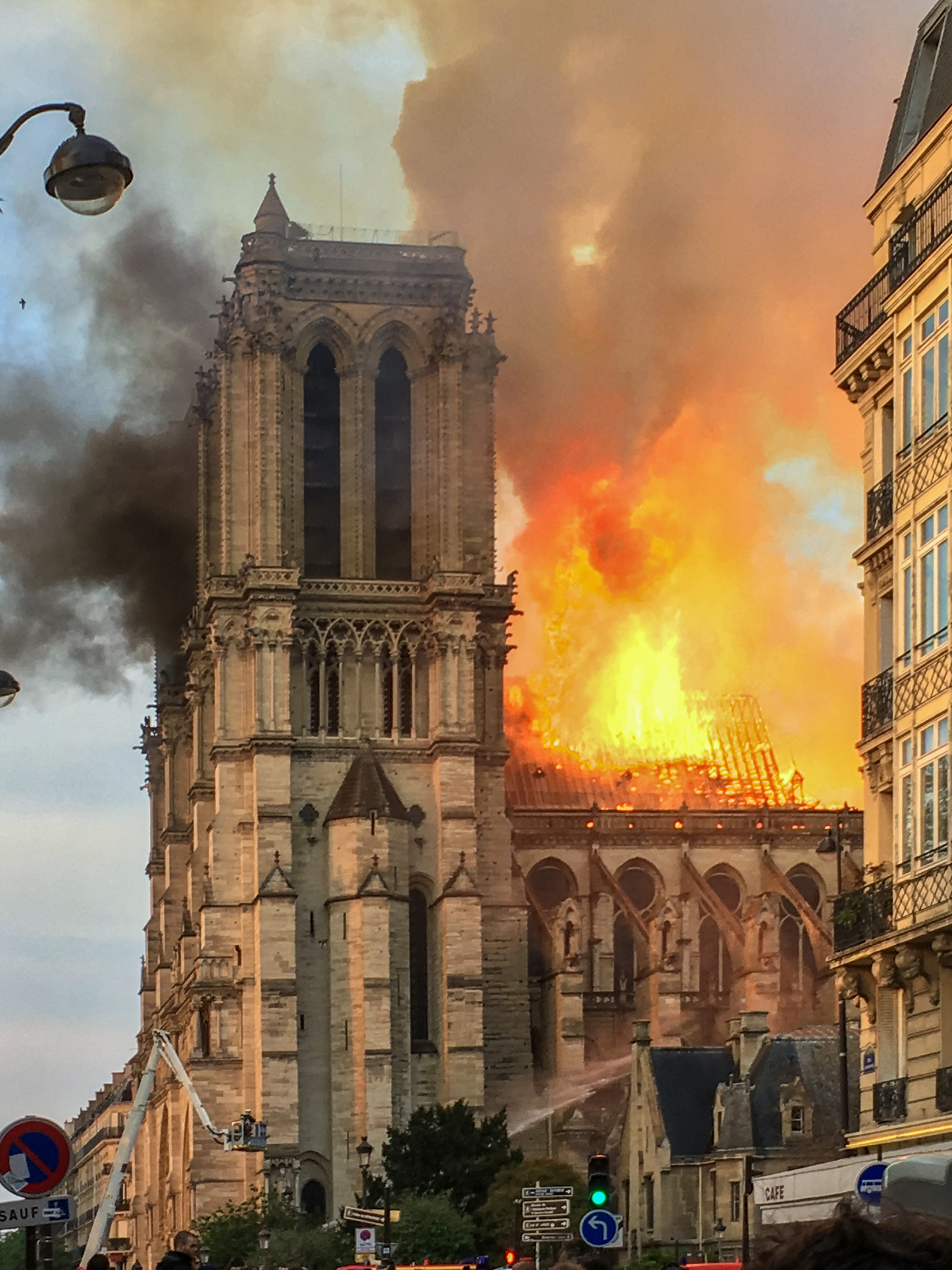
La catedral de Notre Dame (en París) en llamas, 2019.

- 2019: en París (Francia) se incendia la Catedral de Notre Dame.
- 2021: Florencia Chagas se convierte en la primera baloncestista argentina en la historia en ser drafteada en la WNBA. Formará parte de la franquicia Indiana Fever.

## Nacimientos
- 1452: Leonardo da Vinci, polímata florentino (f. 1519).
- 1469: Gurú Nanak, gurú pakistaní, fundador del sijismo (f. 1539).
- 1548: Pietro Antonio Cataldi, matemático italiano (f. 1626).
- 1588: Claude Saumaise, filólogo francés (f. 1653).
- 1642: Suleiman II, sultán otomano (f. 1691).
- 1646: Cristián V, rey de Dinamarca y Noruega (f. 1699).
- 1684: Catalina I, emperatriz rusa (f. 1727).
- 1688: Johann Friedrich Fasch, compositor alemán (f. 1758).
- 1707: Leonhard Euler, matemático suizo (f. 1783).
- 1741: Charles Willson Peale, pintor y naturalista estadounidense (f. 1827).
- 1772: Étienne Geoffroy Saint-Hilaire, naturalista francés (f. 1844).
- 1786: John Franklin, explorador británico (f. 1847).
- 1793: Friedrich Georg Wilhelm von Struve, astrónomo alemán (f. 1864).
- 1797: Adolphe Thiers, historiador y político francés (f. 1877).
- 1800: James Clark Ross, explorador británico (f. 1862).
- 1808: Manuel Gutiérrez de la Concha, militar y político español de origen argentino (f. 1874).
- 1809: Hermann Grassmann, lingüista y matemático alemán (f. 1877).
- 1832: Wilhelm Busch, pintor, dibujante y poeta alemán (f. 1908).
- 1835: Pedro Timote, militar argentino (f. 1874).
- 1836: George Engel, anarquista sindicalista germano-estadounidense (f. 1887).
- 1843: Henry James, escritor y crítico literario estadounidense (f. 1916).
- 1858: Émile Durkheim, sociólogo y filósofo francés (f. 1917).
- 1865: José Riquelme, actor español (f. 1905).
- 1869: Concha Espina, escritora española (f. 1955).
- 1874: Johannes Stark, físico alemán, premio nobel de física en 1919 (f. 1957).
- 1877: Georg Kolbe, escultor alemán (f. 1947).
- 1878: Robert Walser, escritor suizo (f. 1956).
- 1886: Amédée Ozenfant, pintor francés (f. 1966).
- 1889: A. Philip Randolph, activista estadounidense (f. 1979).
- 1892: Corrie ten Boom, escritora neerlandesa, superviviente a los campos de concentración nazis (f. 1983).
- 1894: Nikita Jrushchov, dirigente de la Unión Soviética durante una parte de la Guerra Fría (f. 1971).
- 1894: Bessie Smith, cantante afroestadounidense de blues (f. 1937).
- 1895: Abigaíl Mejia, intelectual, fotógrafa, educadora y feminista dominicana (f. 1941).
- 1896: Nikolái Semiónov, químico ruso, premio nobel de química en 1956 (f. 1986).
- 1900: Ramón Iribarren Cavanilles, ingeniero español (f. 1967).
- 1902: Gloria Guzmán, actriz argentina (f. 1979).
- 1902: José María Albareda, científico español (f. 1966).
- 1904: Arshile Gorky, pintor estadounidense de origen armenio (f. 1948).
- 1907: George Platt Lynes, fotógrafo estadounidense (f. 1955).
- 1907: Nikolaas Tinbergen, etólogo neerlandés, premio nobel de fisiología o medicina en 1973 (f. 1988).
- 1908: Aureli Maria Escarré, sacerdote español (f. 1964).
- 1911: Miguel Ligero, actor argentino (f. 1989).
- 1912: Kim Il-sung, dictador norcoreano (f. 1994).
- 1913: José Manuel Carballido Rey, escritor, maestro y realizador de radio y televisión (f. 1987).[5]
- 1913: María Ruiz-Tagle, primera dama chilena entre 1964 y 1970 (f. 2001).
- 1916: Helene Hanff, escritora y guionista estadounidense (f. 1997).
- 1919: Alberto Breccia, historietista argentino de origen uruguayo (f. 1993).
- 1920: Thomas Szasz, profesor emérito de psiquiatría y uno de los referentes de la anti-psiquiatría (f. 2012).
- 1920: Richard von Weizsäcker, político alemán (f. 2015).
- 1922: Michael Ansara, actor estadounidense (f. 2013).
- 1922: Stanley Schachter, psicólogo estadounidense (f. 1997).
- 1922: Graham Whitehead, piloto británico de automovilismo (f. 1981).
- 1924: Neville Marriner, violinista y director de orquesta británico (f. 2016).
- 1926: Manuel Capetillo, actor y torero mexicano (f. 2009).
- 1927: Robert Mills, físico estadounidense (f. 1999).
- 1928: Gastón Perkins, piloto argentino de automovilismo (f. 2006).
- 1928: Vitelio Ruiz Hernández, lingüista y pedagogo cubano, creador del diccionario básico escolar (f. 2019).
- 1930: Vigdís Finnbogadóttir, presidenta islandesa.
- 1930: Franco Macri, empresario y ejecutivo ítalo-argentino (f. 2019).
- 1931: Giovanni Reale, filósofo italiano (f. 2014).
- 1931: Tomas Tranströmer, poeta sueco (f. 2015).
- 1933: Elizabeth Montgomery, actriz estadounidense (f. 1995).
- 1933: Roy Clark, actor y músico de country estadounidense (f. 2018).
- 1936: Raymond Poulidor, ciclista profesional francés (f. 2019).
- 1937: Frank Vincent, actor estadounidense (f. 2017).
- 1938: Claudia Cardinale, actriz italiana.
- 1939: Jaime Paz Zamora, político boliviano, presidente de Bolivia entre 1989 y 1993.
- 1940: Jeffrey Archer, político y escritor británico.
- 1940: Cristóbal Toral, pintor español.
- 1942: Walt Hazzard, baloncestista y entrenador estadounidense (f. 2011).
- 1942: Eleuterio Sánchez, abogado y escritor español; anteriormente célebre delincuente y fugitivo.
- 1943: Robert Lefkowitz, químico estadounidense.
- 1944: Dave Edmunds, cantante, productor musical y guitarrista británico.
- 1947: Enrique Curiel, político y politólogo español (f. 2011).
- 1947: Roy Raymond, empresario estadounidense, fundador de Victoria's Secret (f. 1993).
- 1948: Michael Kamen, compositor y pianista estadounidense (f. 2003).
- 1948: Phil Mogg, músico, cantante y compositor británico, de la banda UFO.
- 1949: Alla Pugacheva, cantante rusa.
- 1950: Josiane Balasko, actriz y cineasta francesa.
- 1950: Jango Edwards, payaso, actor, cantante y cómico estadounidense (f. 2023).
- 1955: Mónica Jouvet, actriz argentina (f. 1981).
- 1955: Ryūtarō Nakamura, director y animador japonés (f. 2013).
- 1956: Monique Loudières, bailarina de ballet, coreógrafa y profesora francesa.
- 1957: Evelyn Ashford, atleta estadounidense.
- 1958: Benjamin Zephaniah, poeta y escritor británico.
- 1959: Emma Thompson, actriz británica.
- 1959: Thomas F. Wilson, actor, comediante y músico estadounidense.
- 1960: Pedro Delgado, ciclista español.
- 1960: Felipe de Bélgica, rey de Bélgica.
- 1961: Carol Greider, bioquímica estadounidense, premio nobel de medicina en 2009.
- 1962: Nawal El Moutawakel, atleta marroquí.
- 1962: Fuad Shukr, miembro de alto rango de Hezbolá (f. 2024).
- 1962: Jhon Jairo Velásquez, sicario colombiano, miembro del Cartel de Medellín (f. 2020).
- 1963: Esperanza Mariño, ensayista y traductora española.
- 1963: Diosdado Cabello, político y militar venezolano.

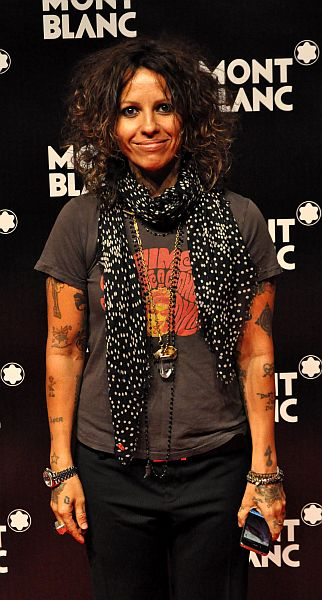
Linda Perry

- 1965: Linda Perry, cantante y productora musical estadounidense, de la banda 4 Non Blondes.
- 1965: Pablo Molina, cantante y percusionista argentino (f. 2023).
- 1966: Pedro Andreu, baterista español, de la banda Héroes del Silencio.
- 1966: Samantha Fox, actriz y cantante británica.
- 1968: Ed O'Brien, guitarrista británico, de la banda Radiohead.
- 1970: Miki Oca, waterpolista español.
- 1971: Finidi George, futbolista nigeriano.
- 1971: Mariano Ortega, jugador de balonmano español.
- 1972: Maria Soave Alemanno, política italiana.
- 1973: Gastón Sessa, futbolista argentino.
- 1973: Teddy Lučić, futbolista sueco.
- 1974: Danny Pino, actor estadounidense.
- 1974: Fay Masterson, actriz británica.
- 1974: Gabriela Duarte, actriz brasileña.
- 1975: Philip Labonte, cantante estadounidense, de la banda All That Remains.
- 1975: Paola Durante, presentadora de televisión y modelo uruguaya.
- 1977: Romina Gaetani, actriz argentina.
- 1978: Luis Fonsi, cantautor puertorriqueño.
- 1978: Lucas Sugo, cantante uruguayo.

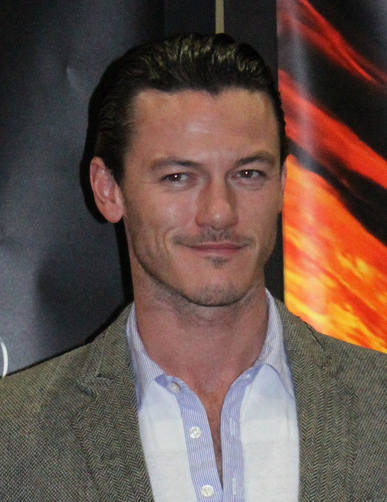
Luke Evans

- 1979: Mariana Ávila, actriz mexicana de cine y televisión.
- 1979: Cooper Barnes, actor británico-estadounidense.
- 1979: Luke Evans, actor británico.
- 1980: Yoel Hernández, beisbolista venezolano.
- 1980: Arian Moayed, actor iraní.
- 1981: Andrés D'Alessandro, futbolista argentino.
- 1981: Patricia López Arnáiz, actriz española.
- 1982: Damià Abella, futbolista español.
- 1982: Andrés Cuervo, modelo y cantautor colombiano (f. 2022).

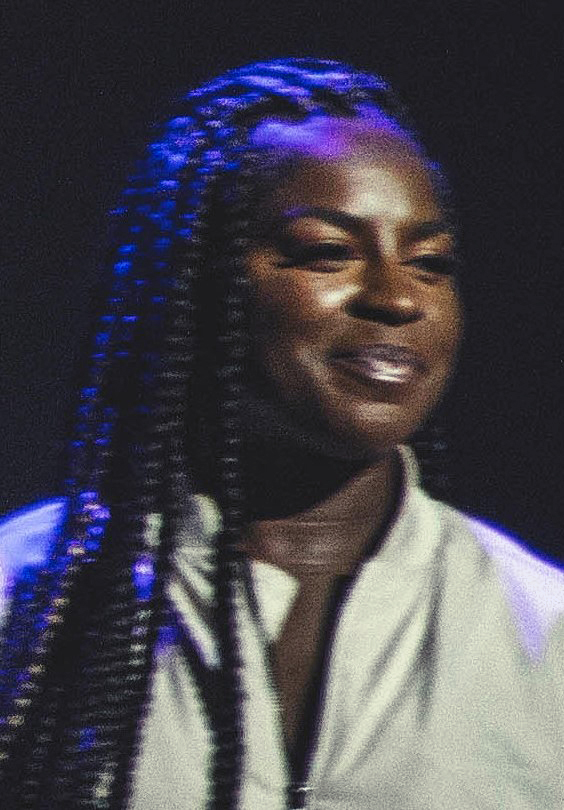
Ester Dean

- 1982: Ester Dean, cantante y compositora estadounidense.
- 1982: Albert Riera Ortega, futbolista español.
- 1982: Seth Rogen, actor, comediante, escritor y productor canadiense.
- 1983: Alice Braga, actriz brasileña.
- 1983: Matt Cardle, cantante británico
- 1986: Tom Heaton, futbolista británico.
- 1988: Eliza Doolittle, cantante británica.
- 1988: Manami Numakura, seiyū y cantante japonesa.
- 1990: Emma Watson, actriz británica.
- 1991: Ghostemane, músico, rapero y cantante estadounidense.
- 1991: Javier Fernández López, patinador artístico español.
- 1992: Amy Diamond, cantante sueca.
- 1992: Remo Freuler, futbolista suizo.
- 1992: Alexandra Masangkay, actriz, cantante y bailarina española.
- 1992: Kimberly dos Ramos, actriz, modelo y animadora venezolana.
- 1993: Serhii Myakushko, futbolista ucraniano.
- 1994: Elena Linari, futbolista italiana.
- 1996: Jake Galea, futbolista maltés.
- 1996: Mario Prezioso, futbolista italiano.
- 1996: Laura Quevedo, jugadora de baloncesto española.
- 1997: Rocío Gálvez, futbolista española.
- 1997: Matheus Sávio, futbolista brasileño.

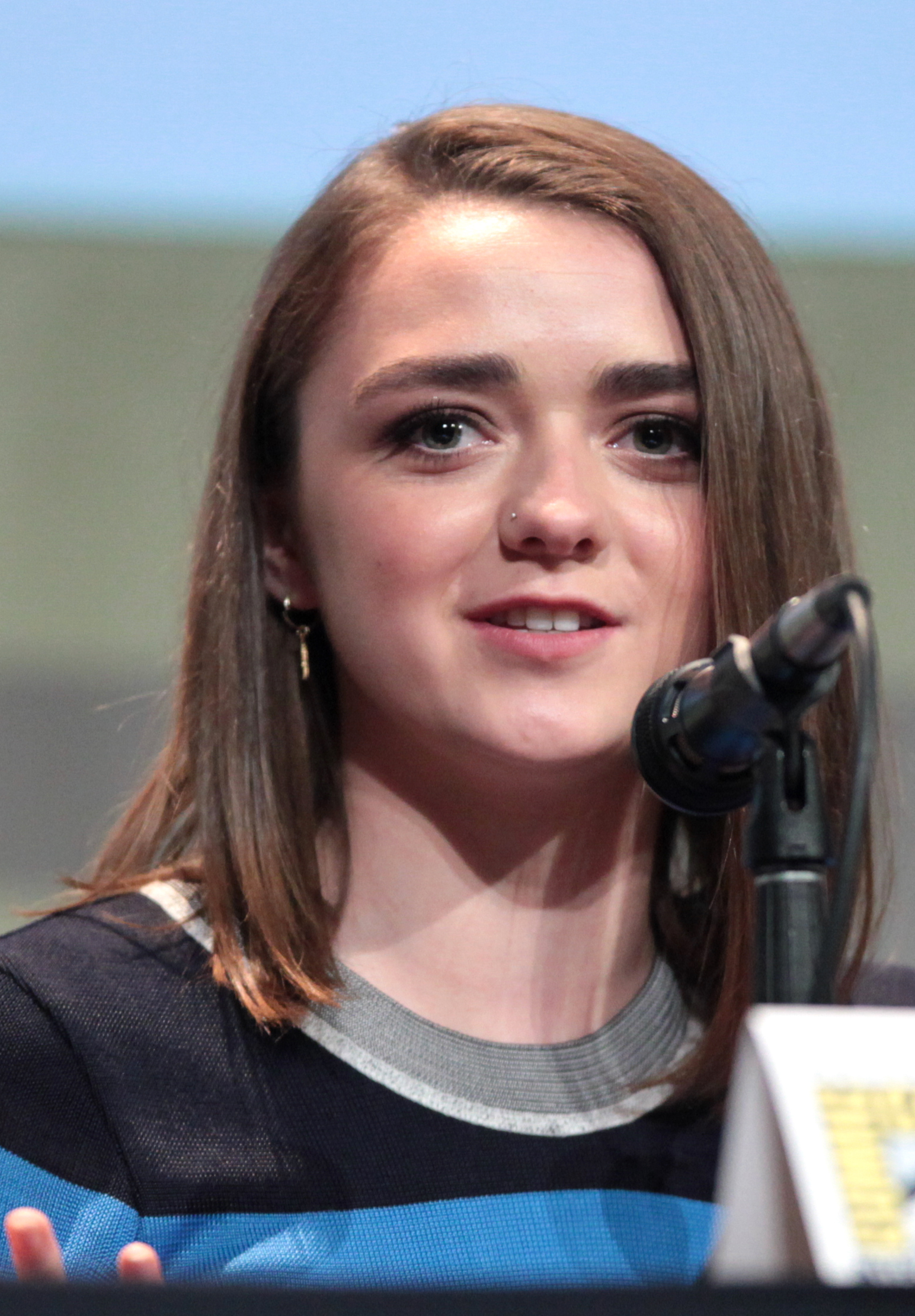
Maisie Williams

- 1997: Maisie Williams, actriz británica.
- 1998: Ella Beere, piragüista australiana.
- 1998: Cristian Dros, futbolista moldavo.
- 1998: Nihad Mujakić, futbolista bosnio.
- 1998: Riku Yamada, futbolista japonés.
- 1999: Stefania Constantini, jugadora de curling italiana.
- 1999: Grace D'Souza, remera estadounidense.
- 1999: Pablo Javier García, futbolista uruguayo.
- 1999: Patrick Holt, remero australiano.
- 1999: Akzhol Majmudov, luchador kirguís.
- 1999: Ryu Ui-hyun, actor surcoreano.
- 1999: Zaguir Shajiyev, luchador ruso.
- 1999: Denis Shapovalov, tenista canadiense.
- 1999: Andrei Vlad, futbolista rumano.
- 2000: Simone Avondetto, ciclista italiano.
- 2000: Diana V, cantante rumana.
- 2000: Holly Mills, atleta británica.
- 2000: Miles Norris, baloncestista estadounidense.
- 2000: Filip Petrušev, baloncestista serbio.
- 2000: Henri Vandenabeele, ciclista belga.
- 2000: Bassekou Diabaté, futbolista maliense.
- 2002: Franco Pucci, actor argentino.
- 2009: Julia Butters, actriz infantil estadounidense.

## Fallecimientos
- 1446: Filippo Brunelleschi, arquitecto, escultor y orfebre renacentista italiano (n. 1377).
- 1558: Haseki Hürrem Sultan, única esposa legítima del sultán Solimán el Magnífico. Fue una de las mujeres más poderosas del Imperio otomano; gobernó el harén como jefa durante casi 30 años e inició el llamado Sultanato de Mujeres ( n. 1502- 1504)
- 1659: Simon Dach, poeta alemán (n. 1605).
- 1764: Madame de Pompadour (Jeanne Antoinette Poisson), aristócrata francesa (n. 1721).
- 1754: Jacopo Francesco Riccati, matemático italiano (n. 1676).
- 1782: Luis Manuel de Zañartu, corregidor español de Santiago de Chile (n. 1723).
- 1801: Pedro Lucas de Allende, comerciante español (n. 1742).
- 1810: Joaquín Fernando Garay, biólogo español (n. 1733).
- 1846: Antonio Almada y Alvarado, político mexicano (n. 1786).
- 1851: Andrés Quintana Roo, abogado, poeta y político mexicano (n. 1787).
- 1865: Abraham Lincoln, presidente estadounidense entre 1861 y 1865 (n. 1809).
- 1876: Thomas Scatcherd, abogado y político canadiense (n. 1823).
- 1885: Walther Wolfgang von Goethe, compositor alemán (n. 1818).
- 1888: Matthew Arnold, poeta británico (n. 1822).
- 1889: Damián de Molokai, misionero belga (n. 1840).
- 1912: Las 1496 víctimas del hundimiento del transatlántico Titanic, entre ellos:
  - Thomas Andrews, arquitecto naval británico (n. 1873).
  - John Jacob Astor IV, millonario estadounidense (n. 1864).
  - Archibald Butt (46), periodista y militar estadounidense (n. 1865).
  - Jacques Futrelle, escritor francés (n. 1875).
  - Benjamin Guggenheim, empresario y millonario estadounidense (n. 1865).
  - John Harper, pastor bautista (n. 1872).
  - Wallace Hartley, violinista británico (n. 1878).
  - Francis David Millet, pintor, escultor, reportero y ensayista estadounidense (n. 1846/1848).
  - James Paul Moody, oficial del Titanic (n. 1887).
  - William McMaster Murdoch, oficial del Titanic (n. 1873).
  - Edward John Smith, marino mercante británico, capitán del Titanic (n. 1850).
  - William Thomas Stead, periodista, pionero del periodismo de investigación y editor británico (n. 1849).
  - Isidor Straus (67), empresario estadounidense y fundador de los almacenes Macy's (n. 1845).
  - Manuel Uruchurtu, diputado mexicano (n. 1872).
  - Henry Wilde, jefe de oficiales del Titanic (n. 1872).
  - Aunque una buena parte del personal de la sala de máquinas y calderas ya había fallecido por ahogamiento en el momento del choque, el día 14.

- 1917: Gumersindo de Azcárate, político y sociólogo español (n. 1840).
- 1919: Aureliano Blanquet, general y político mexicano (n. 1848).
- 1925: Fritz Haarmann, asesino en serie alemán (n. 1879).
- 1925: Faustino Nicoli, industrial y político barcelonés (n. 1852).
- 1925: John Singer Sargent, pintor italiano (n. 1856).
- 1927: Gastón Leroux, escritor francés (n. 1868).
- 1928: Rupert Cambridge, aristócrata británico (n. 1907).
- 1929: Torcuato Luca de Tena y Álvarez Ossorio, periodista español (n. 1861).
- 1938: César Vallejo, escritor peruano (n. 1892).
- 1939: José Piqueras, político español (n. 1884).
- 1942: José Moreno Carbonero, pintor español (n. 1860).
- 1942: Robert Musil, escritor austriaco (n. 1880).
- 1944: Giovanni gentile, filósofo italiano (n. 1875).
- 1948: Manuel Roxas, presidente filipino (n. 1892).
- 1956: Emil Nolde, pintor alemán (n. 1867).
- 1957: Pedro Infante, actor y cantante mexicano (n. 1917).
- 1967: Fernando de Castro Rodríguez, médico y científico español (n. 1896).
- 1967: Totò (Antonio de Curtis), actor, letrista, comediógrafo, poeta y comediante italiano (n. 1898).
- 1968: Amparo Poch y Gascón, médica y escritora anarquista española (n. 1902).
- 1968: Borís Liatoshinski, compositor ucraniano (n. 1894)
- 1969: Victoria Eugenia de Battenberg, aristócrata británica, esposa de Alfonso XIII de España (n. 1887).
- 1971: Miguel Matamoros músico y compositor cubano (n. 1894).
- 1975: Richard Conte, actor estadounidense (n. 1910).
- 1977: Nicolás Franco, militar y diplomático español (n. 1891).
- 1978: Tarragó Ros, acordeonista de chamamé y músico argentino (n. 1923).
- 1980: Jean-Paul Sartre, filósofo y escritor francés (n. 1905).
- 1983: Corrie ten Boom, escritora neerlandesa (n. 1892).
- 1985: Inés Rodena, escritora cubana de radio y de televisión (n. 1905).
- 1986: Jean Genet, escritor francés (n. 1910).
- 1986: Benkt Sparre, botánico sueco (n. 1918).
- 1988: Gabriel Parra, baterista chileno, de la banda Los Jaivas (n. 1947).
- 1988: Kenneth Williams, actor británico (n. 1926).
- 1989: Hu Yaobang, líder de la República Popular China (n. 1915).
- 1990: Greta Garbo, actriz sueca (n. 1905).
- 1998: Pol Pot, dictador y genocida camboyano (n. 1925).
- 2000: Edward Gorey, dibujante estadounidense (n. 1925).
- 2001: Olga Lengyel, enfermera y escritora húngara (n. 1908).
- 2001: Joey Ramone, cantante estadounidense de la banda Ramones (n. 1951).
- 2002: Ramiro de León Carpio, presidente guatemalteco (n. 1942).
- 2005: Jaime Fernández, actor mexicano (n. 1927).
- 2006: Félix Bayón, periodista y poeta español (n. 1952).
- 2006: Raúl Corrales Fornos, fotógrafo cubano (n. 1925).
- 2008: Conchita Bardem, actriz española (n. 1918).
- 2008: Benoit Lamý, cineasta belga (n. 1945).
- 2011: Vittorio Arrigoni, escritor y activista italiano (n. 1975).
- 2012: Jesús Giles Sánchez, político mexicano (n. 1961).
- 2012: Murray Rose, nadador australiano de origen británico (n. 1939).
- 2013: Richard LeParmentier, actor estadounidense (n. 1946).
- 2014: Shane Gibson, exbajista estadounidense, de la banda Korn (n. 1978).
- 2015: Surya Bahadur Thapa, primer ministro nepalí (n. 1928).
- 2017: Emma Morano, supercentenaria italiana, última persona viva verificada nacida en 1899 y en los Años 1890 (n. 1899).
- 2018: R. Lee Ermey, sargento instructor y actor estadounidense (n. 1944).
- 2019: Gustavo Arias Murueta, artista plástico mexicano (n. 1923).
- 2019: Owen Garriott, astronauta de la NASA e ingeniero electrónico estadounidense (n. 1930).
- 2019: Vitelio Ruiz Hernández, lingüista y pedagogo cubano, creador del diccionario básico escolar (n. 1928).
- 2020: Brian Dennehy, actor estadounidense (n. 1938).
- 2020: Lee Konitz, saxofonista de jazz estadounidense (n. 1927).
- 2020: Henry Grimes, contrabajista, violinista y poeta estadounidense (n. 1935).
- 2022: Liz Sheridan, actriz estadounidense (n. 1929).
- 2024: Casimiro Hernández Calvo, político español (n. 1941).
- 2025: Ana Buljubasich, presentadora y productora de televisión argentino-ecuatoriana (n.1959).

## Celebraciones
- Día Mundial del Arte.

- Día Internacional de la Enfermedad de Pompe.
Enfermedad neuromuscular progresiva que afecta a miles de personas en el mundo. Este día busca generar conciencia y promover el acceso a diagnóstico, tratamiento y atención médica para las personas afectadas.

- Día Internacional de la Protección Radiológica.
Se celebra cada 15 de abril en América Latina y el Caribe. Se conmemora en esta fecha en honor al Dr. Dan Jacobo Beninson, un reconocido experto argentino en protección radiológica.

- Día del Recuerdo del Titanic.
Se conmemora cada 15 de abril, en honor a las víctimas del hundimiento del transatlántico británico RMS Titanic en 1912. Este día recuerda la tragedia en la que murieron más de 1,500 personas tras la colisión con un iceberg en el Atlántico Norte. Se realizan ceremonias, exhibiciones y eventos educativos para reflexionar sobre la seguridad marítima y el impacto histórico del desastre.
(en inglés: Titanic Remembrance Day).

 Por países
(Por orden alfabético)
- Bolivia: 
  -  Tarija: Aniversario cívico.

- Chile: 
  - Día Nacional de la Comida Chilena.

- Corea del Norte: 
  - Día del Sol.

- España: 
  - Día del Niño.

- Estados Unidos: 
  - Día de McDonald's.[6]
Se conmemora el día de 1955 cuando cuando Ray Kroc abrió su primer restaurante McDonald's en Des Plaines, Illinois.
(en inglés: McDonald’s Day).
  - Día de los Impuestos.[7]
(en inglés: Tax Day).
  - Día Nacional de la Lavandería.[8]
(en inglés: National Laundry Day).
  - Día Nacional del ASL (lenguaje de señas americano).[9]

### Santoral católico
- San Abundio, misionero romano.
- Santa Anastasia, mártir griega.
- Santa Basilia, mártir griega.
- San Crescente, mártir romano.[10]

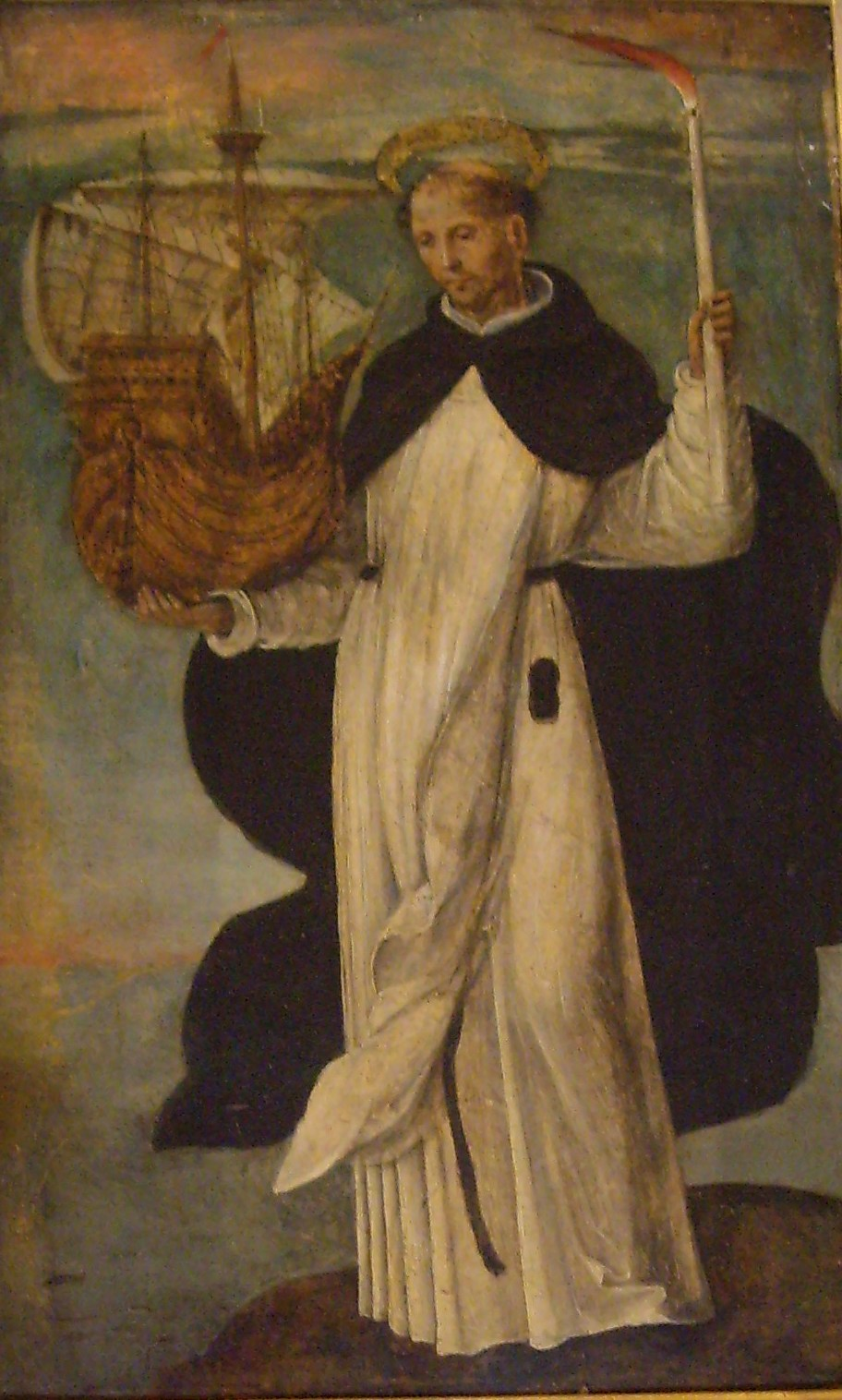
San Telmo.

- San José Damián de Veuster, patrón de los leprosos y de los católicos en las islas Hawái.[10]
- San Marón mártir.[10]
- San Ortario.[10]
- San Paterno de Scissy.[10]
- San Pausilipo (s. II).[10]
- San Pedro González Telmo, patrón de los marineros católicos.[10](imagen ilustrativa).
(conocido comúnmente como San Telmo).
- Santa Potenciana.[10]
- San Teodoro, mártir romano.[10]
- San César de Bus.[10]